# Município de North (condado de Harrison, Ohio)
O município de North (em inglês: North Township) é um município localizado no condado de Harrison no estado estadounidense de Ohio. No ano de 2010 tinha uma população de 1.717 habitantes e uma densidade populacional de 28,57 pessoas por km².

## Geografia
O município de North encontra-se localizado nas coordenadas 40° 24′ 04″ N, 81° 07′ 15″ O. Segundo a Departamento do Censo dos Estados Unidos, o município tem uma superfície total de 60.1 km², da qual 60,06 km² correspondem a terra firme e (0,06 %) 0,04 km² é água.

## Demografia
Segundo o censo de 2010, tinha 1.717 habitantes residindo no município de North. A densidade populacional era de 28,57 hab./km². Dos 1.717 habitantes, o município de North estava composto pelo 98,14 % brancos, o 0,06 % eram afroamericanos, o 0,12 % eram asiáticos, o 0,29 % eram de outras raças e o 1,4 % eram de uma mistura de raças. Do total da população o 0,29 % eram hispanos ou latinos de qualquer raça.